# ТРК «Витебск»
Республиканское унитарное предприятие «Телерадиокомпания «Витебск» — областная телерадиокомпания в Беларуси, образована 15 марта 1960 года.

## История
20 марта 1927 года в эфир областного радио вышла первая радиопередача. А первая получасовая телевизионная передача была показана 20 апреля 1960 года и она была посвящена Владимиру Ленину. 1 мая 1960 года операторы телестудии сняли на киноплёнку сюжет о праздничной первомайской демонстрации в Витебске. В этот же день кинокадры смотрели в эфире сотни жителей города.
Штат сотрудников на то время составлял 10 человек. Но в тот первый для Витебского телевидения год в эфир уже выходили короткие выпуски новостей, документальные фильмы, концерты и литературные передачи, спектакли театрального коллектива, созданного при телестудии, и большие постановочные передачи.
Уже в начале 60-х витебская студия телевидения делала передачи для БССР. Здесь снимали документальные фильмы. Первым стал фильм «Молодость древнего Витебска» — о сегодняшнем дне и героическом прошлом города над Двиной. Со временем расширяется и география передач. Телеоператоры студии побывали во всех уголках области.
В первое десятилетие своей работы Витебская студия освещала многие знаковые события города и области. К примеру, празднование юбилея Батьки Миная в 1964-м году, открытие памятника Катюше в 1965-м, отправление первых автобусов от нового автовокзала в 1966-м, вручение Витебской области ордена Ленина в 1967-м.

### 70-е годы
На заре 70-х свой след в архиве витебской телестудии оставил диктор всесоюзного радио Юрий Борисович Левитан. В архиве телерадиокомпании сохранились кадры с почетными гостями города (П. М. Машеровым, В. В. Терешковой, М. С. Горбачёвым и др.), кадры с празднования тысячелетия Витебска.
9 июля 1976 года из Минска была привезена передвижная телевизионная станция. Картинка на выходе, конечно, была черно-белой. Но это в те времена не играло роли. Вопрос стоял о возможности выхода видеозаписывающей аппаратуры из павильонов и появления её на месте событий.

### 80-е годы
В 1980 году во время подготовки освещения Олимпийских игр Москва решила «поделиться» с витебскими телевизионщиками бывшем в употреблении цветным оборудованием. Витебску достались передвижная телевизионная видеозаписывающая станция «Лилия» для периферийных съемок и для работы в павильонах.

### 90-е годы
Техническое развитие студии шло очень быстро. Буквально каждые 3-4 года сменяются целые поколения телевизионной аппаратуры. И вот, прямиком из Японии в Витебск доставляют и видеокамеры, и кассеты, и видеомагнитофоны. Такого оснащения нет даже на центральном телевидении, поэтому это событие по праву считается революцией в сфере вещания, а, значит, меняются и форматы передач, меняются сюжеты, начинается настоящий расцвет журналистской работы.
2 февраля 1998 года Витебское телевидение первым в Беларуси начинает работу на отдельном эфирном канале вещания — «6 ТВК». В эти годы появляется много новых молодых лиц и новых проектов.
14 июля 1998 года начало работу Радио-Витебск. Радиостанция стала первой среди региональных, которая вышла в FM-диапазоне.

### 2000-е годы
В 2003 году в Беларуси произошла реорганизация регионального телевидения. Витебское областное телерадиообъединение стало коммерческим предприятием – РУП РТЦ «Телерадиокомпания «Витебск».

### 2010-е годы
27 октября 2014 года Витебская студия телевидения создаёт собственный телевизионный канал – телеканал «Витебск».
29 сентября 2015 года у Телерадиокомпании «Витебск» появляется второй телевизионный канал – «Беларусь4 «Витебск».
В ноябре 2018-го витебское телевидение перешло на вещание в формате высокой четкости HD.

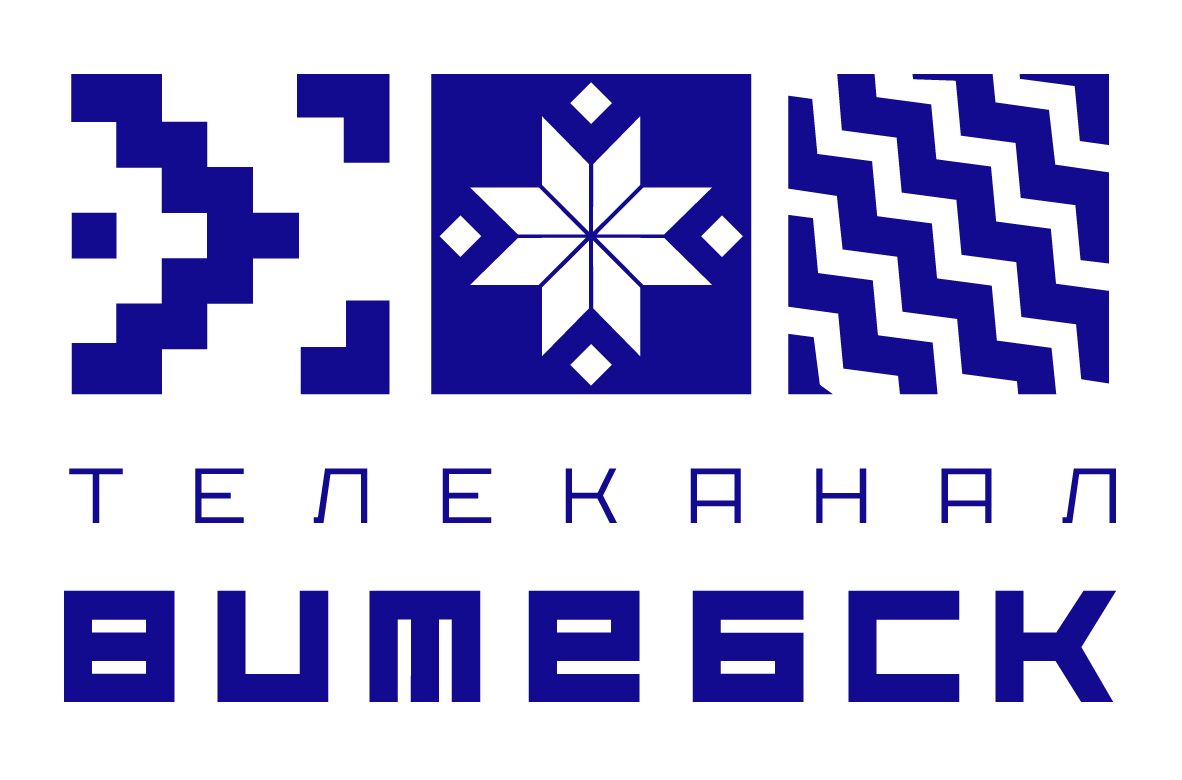
Логотип телеканала «Витебск»

### 2020-е годы
2020-е годы стали годами дальнейшей модернизации и технического перевооружения.
В начале 2022 года «Радио-Витебск» перешло на цифровое вещание.

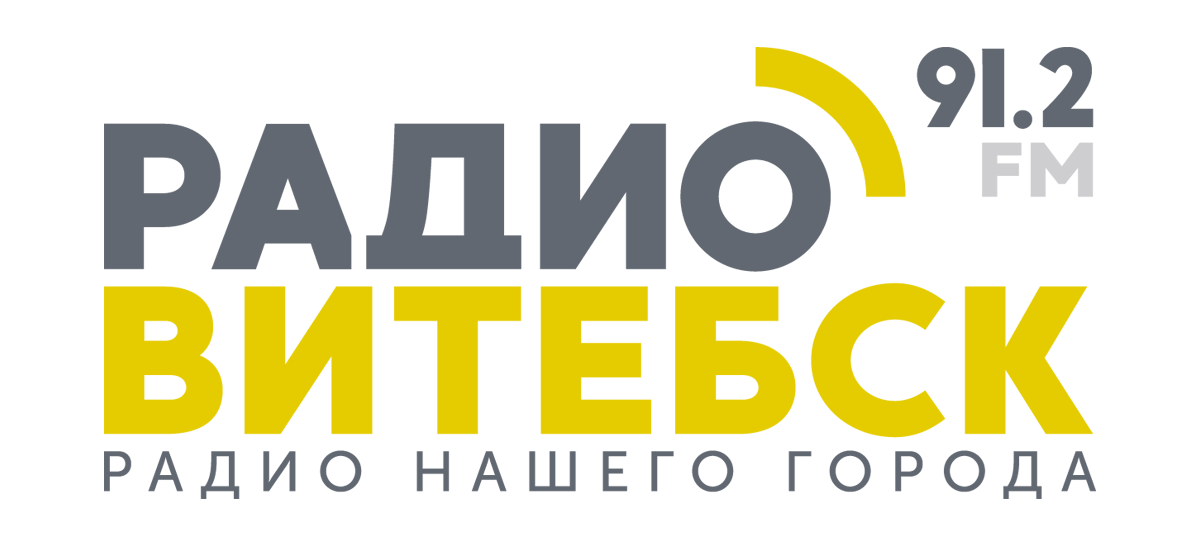
Логотип «Радио-Витебск»